# Willie Clemons
Willie Minkah Ajani Clemons (Paget Island, 24 settembre 1994) è un calciatore bermudiano, centrocampista del Felixstowe & Walton Utd e della nazionale bermudiana.

## Caratteristiche tecniche
È un centrocampista centrale.

## Carriera

### Club
Ha giocato nella seconda divisione svedese con il Dalkurd e nella terza divisione svedese con il Bodens BK.

### Nazionale
Ha debuttato in nazionale il 4 giugno 2016, in Bermuda-Repubblica Dominicana (0-1). Ha messo a segno la sua prima rete con la maglia della nazionale l'8 giugno 2017, nell'amichevole Grenada-Bermuda (2-2), siglando la rete del momentaneo 1-2 al minuto 53. Ha partecipato, con la nazionale, alla CONCACAF Gold Cup 2019.